# بام أكوينو
بام أكوينو هو سياسي فلبيني، ولد في 7 مايو 1977 في مانيلا في الفلبين. نشط حزبياً في بارتيدو ليبرال. وقد انتخب عضو مجلس الشيوخ الفلبيني ‏ خلال فترته النيابية ‏ (30 يونيو 2013 – 30 يونيو 2019).

## وصلات خارجية
- الموقع الرسمي